# Sabots de Bethmale
Les sabots de Bethmale, en bois de hêtre et à la pointe longue recourbée vers le haut, sont une particularité vestimentaire forte de la petite vallée des Pyrénées centrales en Ariège qui leur a donné le nom. Ils constituent l’élément le plus singulier du costume traditionnel bethmalais lequel est, selon Simone Henry, « le plus original, pour les hommes comme pour les femmes…, un des plus beaux costumes régionaux français et même européens ».

## Description
Les sabots ne sont non pas taillés dans un bloc mais sculptés dans du bois de hêtre courbé dans sa croissance par la nature ou le projet du sabotier qui envisage une pointe pouvant surmonter l’extrémité du sabot des femmes d’une vingtaine de centimètres.

## Un unique sabotier
Formé par Marcel Catala dont il reprendra l'atelier en 1997, Pascal Jusot est un des rares sabotiers de bois en Europe et le seul à fabriquer les sabots de Bethmale. Il est installé dans cette vallée à Aret, village de la commune d'Arrien-en-Bethmale.

## Au service du territoire
Apportant une singularité majeure, ces sabots font partie du costume traditionnel des groupes Bethmalais, de la Bethmalaise et des Biroussans. Par leur esthétique unique et originale, les sabots de Bethmale sont devenus un emblème majeur et représentatif de la région naturelle et historique du Couserans. Ils ont été reproduits en bijouterie, ont servi de logos et sont fréquemment associés aux actions de communication.